# 乙女戦争 ディーヴチー・ヴァールカ
『乙女戦争 ディーヴチー・ヴァールカ』（おとめせんそう ディーヴチー・ヴァールカ / Dívčí válka）は、大西巷一による日本の漫画作品。15世紀の中央ヨーロッパで起きたフス戦争を題材とする。
『月刊アクション』（双葉社）の創刊号である2013年7月号から2019年6月号まで全60話連載された。単行本は同社のアクションコミックスで全12巻。

## 概要
大西は自身のWebサイトにおいて『乙女戦争』と書いて「ディーヴチー・ヴァールカ」と読むが、「おとめせんそう」と読んでもかまわないとしている。タイトルの「乙女戦争」はチェコの古い伝説であり、本作が「女の子が主人公となって積極的に戦う戦争」という意味を持たせるために付けられている。戦争と少女という題材を扱っており、性暴力や性奴隷などの描写も多い。
フス戦争は、銃が実戦で組織的、かつ大量に集中運用された始めての戦争であり、その戦場に立つ少女兵を描いている。大西は西洋の処刑や拷問を描いた『ダンス・マカブル〜西洋暗黒小史』といった中世ヨーロッパの歴史物への造詣が深いが、本作でも表紙に描かれる少女兵のかわいらしさからは想像もつかない残酷な試練の連続が描かれている。
大西は、フス戦争を題材に採り上げた理由として以下をインタビューで答えている。
1. 革新的な戦術で弱者である農民が、強者である騎士を次々に倒していく。
2. 宗教戦争の過激さと純粋さ。
3. 女、子供が戦士として活躍する。
4. スラヴ系の金髪の女の子と民族衣装が描ける。

2014年には本作コミックス3巻と、百年戦争を描いたトミイ大塚の『ホークウッド』（メディアファクトリー）6巻の発売を記念して「中世どっきり残酷フェア」が開催され、協力書店へのポスター掲出、それぞれの作品の見どころをまとめたチラシの配布、コミックス購入者へ抽選で両者の直筆カラー色紙のプレゼントが行われた。
2015年に川崎市産業振興会館で「第6回中世ヨーロッパ関連総合展示会 PolarisMedievalFestival」が開催された際には、大西も参加しサイン会を行っている。甲冑を着用し、競技用ポールウェポン、ロングソードなどで戦う「甲冑格闘技STEEL!」を開催する日本アーマードバトル・リーグと本作が2016年にスポンサー契約を交わしている。コミックス9巻初版の巻末には「甲冑格闘技STEEL!」の広告も掲載されている。
前日譚である『乙女戦争外伝I 赤い瞳のヴィクトルカ』が『月刊アクション』にて2020年1月号から同年5月号まで連載された。後日譚にあたる『乙女戦争外伝II 火を継ぐ者たち』が同誌2020年8月号から2021年6月号まで連載された。

## あらすじ
1420年、フス戦争が勃発した翌年のボヘミア王国（現在のチェコ共和国）。カトリック派聖ヨハネ騎士団のフス派狩りによって家族を虐殺され、自らも陵辱された12歳の少女シャールカは、通りすがりのフス派の英雄ヤン・ジシュカに倒れていたところを拾われる。
ジシュカに誘われて彼の傭兵隊に加わったシャールカは、ターボルと名付けられたフス派が集う拠点の山で出会った2人の少女ガブリエラとターニャとともに、新兵器「笛（ピーシュチャラ）」を扱う「天使隊」の一員となる。彼女らを含めて農民兵を主体とする2千人のターボル軍を結成したジシュカは、総勢10万におよぶカトリック派十字軍に包囲されたプラハへ進軍し、敵将の神聖ローマ皇帝ジギスムントに宣戦布告する。
プラハ近郊で始まったヴィトコフ丘の戦いにて、突撃してくる敵の騎兵に対し、ターボル軍は荷車と笛を組み合わせた「ワゴンブルク戦術」を用いて少数ながらも圧倒し、見事に十字軍を撤退に追い込み勝利する。こうして、シャールカは勢い付いたフス派の仲間たちと共に、反カトリックの戦いに身を投じ成長していく。

## 登場人物
シャールカ
本作のヒロイン（主人公）。初登場時西暦1420年で12歳であったので、生年は西暦1408年と推定される。誕生日は不明。ボヘミア王国の農民の一人娘。家族は両親だけで兄弟姉妹はいない。両親を殺害された後は血縁のある家族は事実上の夫であるヨハンとの間に儲けた一人娘のクラーラのみ。7巻時点14歳。8巻で16歳。10巻で22歳。最終の12巻で30歳になっている。名前は伝説の「乙女戦争」の主要人物の名前からとられている。
異端（フス派）狩りの名目で住んでいた村が騎士団に襲われ、両親と住んでいた村の人間を皆殺しにされる。自身もレイプされたが一人だけ生き残り、彷徨っていたところをヤン・ジシュカ率いる傭兵団に拾われ、少女兵として戦場に立つことになる。各地を転戦するうちに貴族の少年ヨハン・フニャディと出会い、好意を持たれる。その後、神聖ローマ帝国に捕えられた際に絞首刑の判決を受け、彼女を助けようとする彼と話し合う中、老刑吏から「妊娠中の女性は刑の執行が延期される慣習がある」という助言を受け、生き延びる為ヨハンとの子作りに挑む。ヨハンを受け入れる間際に強姦時の恐怖が甦りそうになるが、亡き親友ガブリエラの幻影にヨハンの優しさを思い出す様励まされ恐怖を克服。何の苦痛も無く彼を受け入れ、処刑回避の為、そして子宝を授かる為に連日子作りに励み、互いの子を為したいという気持ちが通じ晴れてヨハンの子を身籠る。その間にヨハンが皇帝に働き掛けて恩赦を受け、釈放後長女・クラーラを授かった。その後はヨハンと共にクラーラを育てながら事実上の夫婦生活を送っていたが、娘をヨハンに預けて仲間たちの元へ戻ることを選んだ。シャールカ自身は以前から将来は多くの子供を産みたいと漠然とながら望んでいたので、ヨハンとの行為はその夢を叶えるためのものでもあったが、続けての妊娠はしなかった。出産後は母乳も出るようになったものの、元々身体の線が細かったことや若年であったこと、当時の栄養事情の悪さなどが重なってお乳の出が悪かったようである。
ジシュカの存命中、ヴィルヘルム・フォン・シュヴァルツを決死の嘆願で助命するも、それが仇となってジシュカ死後にヴラスタをヴィルヘルムに殺されるなどの悲劇を招いてしまう。その後、戦闘中に濁流に呑まれて行方不明となり、その際のショックで記憶喪失になって旅の踊子一座に拾われて売春婦マリーとして生き延びていた。なお、売春婦としての生活で妊娠と堕胎を繰り返し、子供が作れない体となった。欧州各地を興業する過程でフランスの救国の英雄であるジャンヌ・ダルクとも面識を持つが彼女の処刑を阻止することは叶わなかった。記憶が甦った後はかつてのフス派の仲間たちに合流し、ヨハンとも9年ぶりに再会。自分を救う為に体を交え、子を設けたヨハンへの愛情は健在で再会後は会えなかった9年間を埋めるようにヨハンと愛し合う。和平が叶ったら娘の元へ行きたいと願っていたが和平の実現は成らず、フス派が壊滅した最後の戦いで、踊子一座での仲間だったエリーザが馬に撥ねられた際、彼女が持っていたクロスボウから誤射された矢を左目に受けて撤退中の馬車から落とされ、そのまま戦場に取り残されてしまう（エリーザは撥ねられた際に頭を打ち、生存はしたが記憶喪失となった）。しかしヨハンの密命を受けたヴィルヘルムに救われて戦場を脱出、サーラとイスクラたちのいる傭兵団の元に送り届けられ、左目を失明したが生き延びた。
その後はサーラたちと共に傭兵団の一員となっていたようだが、フス戦争終結から4年が経過した1438年、領内に攻め込んできたオスマン帝国軍の兵士に襲われていたクラーラを助けたことで15年ぶりに愛娘と、さらにはヨハンと4年ぶり二度目の再会を果たし、物語は完結する。以降はヨハンの庇護の下で娘・クラーラとようやく平穏な日々を送れるようになったと推定される。
ヤン・ジシュカ
実在の人物。隻眼であり、物語中で失明する。
女子供でも扱える軽量な火器ピーシュチャラ（笛）の採用や、信仰や軍規により統率の取れた行動をとる農民兵、装甲荷車を用いたワゴンブルク戦術など自分の考えた奇策でフス派を勝利に導くが、その奇策を実現できることに喜びを感じる戦争狂でもあるように描かれている。
コミックス9巻で死亡。本作ではペストによる病死ではなく、ペストに罹患し隔離治療していたところでカトリック派の暗殺者に受けた傷が元で死亡したと描写されている。なお、ペストの流行そのものが、特別に飼育したネズミを町に放つというカトリック派による工作であった。

### フス派
ミクラーシュ（フシネツのミクラーシュ）
フス派の聖職者。各地で迫害されるフス派住民の避難所としてターボルの街を建設し、指導者兼代表者となった。温厚篤実な性格で、ターボルの住民全員に慕われている。
元傭兵で、かつてはジシュカの右腕を務めていたほどの実力者だったが、終わりの見えない戦乱と流血に倦んで引退、プラハで生活する中でフスと出会い、その教えに深く帰依していった。
ターボルの住民達を戦争に動員しようとしたジシュカによって殺害されるが、死の間際に彼を赦し、シャールカにジシュカの以後を託して息を引き取った。
実在の人物ではあるが本作での描写はほぼ創作であり、史実とは以下のような差異がある。
・史実のミクラーシュは、ヴァーツラフ４世の政治顧問を務めた（この時に軍事顧問であったジシュカと知己を得たと思われる）宮廷人兼聖職者であり、傭兵であった事実はない。また、政治顧問としてヴァーツラフ４世にフス派の公認政策を取らせたのも彼である。
・フス派としては、ジェリフスキーにも匹敵する過激派。政治顧問を辞してターボル派を立ち上げたのも最初から軍事クーデターが目的であり、ジシュカはその部下兼軍事指揮官として招かれてターボル派に加わっている。
・作中で描かれた、プラハでフスと出会って彼に帰依する逸話は、本来ジシュカの逸話である。
・史実ではヴィシェフラトの戦い直後の、1420年12月に落馬事故で死亡している。この時までにミクラーシュの非妥協的な態度の為ターボル派と他の穏健フス派との亀裂が広がっており、それを憂いたジシュカによる謀殺ではないかとの推測が、作中でのジシュカによるミクラーシュ殺害のエピソードになったとの事。
ヤン・イスクラ
初登場時はカトリック派の暗殺者として、ヤン・ジシュカの暗殺を実行する（この時の負傷が原因でヤン・ジシュカは失明することになる）。しかし、暗殺に失敗したヤン・イスクラをカトリック派が切り捨てるような行動に出たため、フス派に転向。しばらくはヤン・ジシュカの下で働くが、シャールカの友人ガブリエラを暗殺したことで罪の意識に苛まれて出奔。エリーザベトの下で働いていたところ、シャールカと再会し、ガブリエラ殺しも赦されフス派に戻る。
実在の人物であるが、若いころは不明であり、本作で描かれている部分は創作である。
プロコプ
ターボルの聖職者でフス派の宗教的指導者の1人。戦闘に参加するとともに農民兵たちを鼓舞する少年少女たちによる聖歌隊「ターボル天使隊」を組織する。
ジシュカの死後はターボル派の指導者として、軍事指揮官の役目も担う事となる。
カトリック派との和平と戦争終結を目指してバーゼル公会議に参加し、穏健派のヤン・ロキツァナとともに和平案をまとめるが、急進派のターボル派とオレープ派はその内容を拒絶。
プロコプ自身は講和を望んでいたものの仲間を見捨てることが出来ずにターボル派指揮官としてリパニの戦いに参加、シャールカとサーラを戦場から脱出させた後殉教した。
ヤン・ジェリフスキー
フス派の宗教的指導者の1人。攻撃的で急進的な説教師。
「火を吐くような説教」と称され、実際に口から火を吐いているような描写がされている。
物語の開始以前にプラハでプラハ窓外投擲事件を起こし、カトリック派であった市長と市参事会員を窓から投げ落として殺害した。この事件がフス戦争のきっかけでもある。1422年、過激な行動を危険視されチェニクら聖杯派に謀殺される。
ヴラスタ
ヤン・ジシュカ率いる傭兵団に所属する女戦士。戦闘力は高く、十字軍の騎士たちと対等以上に渡り合う。ジシュカに好意を持っており、ジシュカの婚約者を自称するリーゼロッテとは喧嘩が絶えない。
ジシュカの子供を身ごもっていたが、ジシュカ死亡後にヴィルヘルムと闘い、死亡する。
リーゼロッテ
天才工学者と言われたコンラート・キーザーの孫娘（キーザーは実在だが、孫娘は架空の人物）。
祖父譲りで様々な新兵器の開発を行うが、役に立っているかどうかは怪しいところもある。ジシュカの婚約者を自称する。1434年のリパニの戦いでは頭に砲弾を受けて死亡した。
チャペク（サーンのヤン・チャペク）
ジシュカの傭兵団の一員で痘痕面と三白眼が特徴。騎乗戦闘と弓射の腕に優れ、かつてはクマン人傭兵たちと行動を共にしていたこともある。
典型的な無頼の傭兵気質の持ち主で略奪行為などへの抵抗感は薄い。ボヘミア最強の傭兵隊の矜持から、従軍する農民たち（特に女子供）に強く反発する。
ロハーチ（ドゥベーのヤン・ロハーチ）
ジシュカの傭兵団の一員で、精悍な顔立ちと髭が印象的な壮年の傭兵。
堅い守りに定評のある謹厳実直な人物だが、思わぬ酒癖の悪さを発揮することも。
ヴィクトリーン（ポシェブラディとクンタートのヴィクトリーン・ボチェック）
丸顔とおかっぱ頭が特徴の恰幅の良い傭兵。
もともとはボヘミアの大貴族の出身だが、先祖代々の所領であるポシェブラディをジシュカに奪還してもらった恩義に報いるため彼の盟友となる。
イジー
39話の初登場時点で4歳になるヴィクトリーンの息子。ジシュカが洗礼親のため、彼によくなついている。
ヴィクトリーンの死後は、同じフス派貴族であるヒネク・クルシナに後見されていた。
57話にて再登場するが、14歳とは思えない政治的センスとリアリズムの持ち主であり、レオンやシャールカに協力してボヘミア平和同盟の成立に貢献した。
フス戦争終結後、聖杯派貴族たちの推戴を受けて1458年、ボヘミア王として即位することとなる。
フヴェズダ（ヴィーツェミリツのヤン・フヴェズダ）
獅子鼻ともじゃもじゃの鬚面が特徴の傭兵。キャラクターとしては1巻から登場し、9巻の回想シーンにも姿が見えるなどジシュカの部下としては相当な古参だが、名前が出たのは9巻において死亡した際のみ。
史実では本来はジシュカの部下ではなくジェリフ派の軍事指揮官の一人で、ジェリフスキーの失脚後にターボル派に移っている。ジシュカの死後、彼の後を継いでターボル派の指導者となるが、約1年後にムラダー・ヴォジツェの戦いで重傷を負い、死亡した。
ペトル・フロマドカ
プルゼニに工房を構える鍜治場の親方。フス派の支持者でジシュカとは古い友人であり、ジシュカの依頼を受けて野戦用に小型化した大砲や、後にピーシュチャラと呼ばれるようになる手銃（ハンドゴン）の製造を請け負っていた。
プルゼニがカトリック派に奪還されてからはジシュカの傭兵隊に加わり、砲兵指揮官そして部隊指揮官を務めるようになる。
3巻のジシュカ暗殺未遂事件で、イスクラが爆破した聖堂の屋根の崩落に巻き込まれて両脚を喪うが一命は取り留め、その後は車椅子で指揮を執るようになる。
クトナー・ホラ攻囲中にクマン人騎兵部隊の急襲を受け、アールボツの手にかかって戦死した。
ヤクプ
弾圧から逃れてターボルに移住してきたフス派の農夫。ターニャ、クローニャ姉妹の父親。子だくさんの家庭だが男子に恵まれず、娘が５人いる。
ターボル軍結成当時からの古参兵であり、歩兵部隊の中心的人物の一人として最後まで戦い抜くが、リパニの戦いで娘のクローニャともども戦死した。
アンブローシュ
オレープ派の聖職者で、アレクサンドラからは『先生』と呼ばれている。リヒテンブルクのヒネク＝クルシナの支援の下、オレープ派を設立した。作品中では７巻において、オレープ派の軍勢がターボル軍の支援に駆けつけたシーンでオレープ派指導者として初登場した。
政治的立場は穏健派寄りでバーゼル協約の受け入れによるカトリック派との和平を目指すが、プロクーペクら軍の指導者たちに受け入れられず、彼らとともにリパニでの最後の戦いに臨んだ。
作中ではその生死は明記されていないが、史実において1439年10月16日にコリーンで死去していることから、リパニでは戦死を免れたものと思われる。
プロクーペク
オレープ軍の歩兵長。元は農民だが、ジシュカに戦術眼とリーダーシップを買われ歩兵部隊長となった。
ジシュカの死後はオレープ派の指導者となって戦いを続けるが、リパニの戦いで戦死した。実在の人物であり『小プロコプ（プロコプ・マリー）』とも呼ばれる。
ペトル・ヘルチツキー
ターボルの司祭の一人。
信仰を守るためには暴力の行使もやむを得ないとするジシュカやプロコプと異なり、聖書に基づく不戦と絶対非暴力を主張する。
ヴィトコフの戦いの後ターボル派を離脱し、自身の信仰の下ボヘミア兄弟団を設立する。

### 天使隊
プロコプがターボルの少年少女達を集めて結成した聖歌隊。讃美歌で味方を鼓舞し、また自ら銃を取って戦う戦闘部隊でもある。
ガブリエラ
ターボルに辿り着いたシャールカの最初の友人となった少女。生真面目で勉強熱心な性格で、読み書きを習得しており、シャールカに文字を教えたり、フス派の讃美歌兼進軍歌の『汝ら神の戦士たれ』を作詞している。
行動を共にするうちにシャールカに恋愛に近い感情を抱くようになるが、プラハでペストに罹患。隔離施設で孤独と恐怖に苛まれていた所でアダムに出会い、アダム派に転向してしまう。シャールカと再会した後、彼女をアダム派に入れ、ミサで自身とカーニシュの性行為を見せたり、心的外傷を負っているシャールカとレズ行為を行ったこともある。ターボル軍とアダム派の戦闘中に負傷し、その治療で食べた黒麦の影響で流産してしまう。その後、シャールカから「みんなの所ヘ帰ろう」と説得されるがまだアダムの洗脳から醒めていなかったため彼女を石で殴打した。さらにアダム派の生贄の儀式でシャールカを殺そうとするが手が止まり、意識を失ってしまう。目が覚めても自慰行為に耽ってしまうのでプロコプは彼女の手に手枷を付けて拘束していた。
アダム派の粛清の後、シャールカの献身的な看護により奇跡的に回復するが、その直後にミクラーシュ殺害の真相が露見することを恐れたジシュカの命を受けたイスクラに殺害された。
ターニャ
シャールカの最初の友人となった少女の一人。ショートカットで活発な性格でガブリエラとも仲が良い。
ヴィトコフの戦いにおいて、破られた車陣の炎上戦術に巻き込まれ、シャールカの目前で焼死した。
ラウラ
天使隊第一期メンバー。
カトリック派によるフス派への苛烈な弾圧が行われていた村からジシュカの傭兵部隊によって救出されるが、その時の体験からカトリック派への憎悪に燃え、戦場で嬉々として敵兵を殺害する復讐鬼と化してしまう。
そのため、復讐と戦いの手段を教えてくれたジシュカに心酔し、ジシュカのターボル派離脱の際も彼に従いオレープ派に移籍した。
深刻な人間不信に陥っていたが、ターボル派で過ごす日々の内に徐々に再び心を開くようになり、最終的にはオレープ派でロハーチと結ばれる。
リパニの戦いでは重傷を負いつつも生きながらえるが、その後シオン城の戦いでカトリック派に捕えられ、ロハーチと共にプラハで絞首刑に処された。
サーラ
天使隊第一期メンバーで、結成時最年少。
元々はキクロプ隊の従軍娼婦の娘で、母親を亡くした後同じ従軍娼婦であったマルケータに義理の妹として引き取られていた。マルケータがイスクラと義理の姉弟であるため、イスクラの義理の妹となる。
信仰心が篤く、最初は戦いで敵を殺すことに懐疑的であったため天使隊の他のメンバーとは距離を置いていたが、ジシュカ暗殺未遂事件の際に紅星騎士団長のグスタフにマルケータが殺害された事をきっかけに、イスクラと共に兵士としてターボル派及び天使隊に再加入した。
その後、シャールカに代わって何度かジシュカの『眼』を務める中で稀有な観察力と戦術眼の持ち主であることが判明。ジシュカ死後もリパニの戦いまでターボル派の作戦参謀として戦い抜く。
その中で徐々にイスクラに恋心を抱くようになり、フス戦争後もイスクラの設立した傭兵団『黒い翼』の参謀として彼を支え続けた。1444年、招待されたハンガリー国王の宴会で発生した暴力沙汰に巻き込まれ、フニャディ・ヤーノシュの長男ラースローに胸を刺されて死亡した。
アネタ
天使隊第一期メンバーで、結成時最年長組の一人。名前の由来は『お姉さんキャラだから』（ただしチェコにAnettaという女性名はちゃんと実在している）
最初期は年齢の割にやや頼りないところもあったが、戦いの中で少しずつリーダーシップを身につけていった。第5巻でシャールカとアダム派のミサに参加した際、ワインに仕込まれた薬物の影響で信者の男と性行為に及んでしまう。しかし、正気に戻ると自身の行いを後悔し、ガブリエラにアダム派のミサをいかがわしい乱交と抗議した。
一度結婚して天使隊を引退するが、三回結婚して三回とも夫と死別してしまい、３人の子供を抱えて生活のために兵士に復帰、積極的に略奪遠征に参加するようになる。
その子供たちもヴルタヴァ河の氾濫で生命を落としすべてを喪ってリパニの戦いに参加。最後は自ら車陣に火を放って敵軍を道連れに生命を絶った。
フランチシュカ
天使隊第一期メンバー。キツネ顔でスレンダーなポニーテールの少女。モニカと仲が良い。
クトナー・ホラ戦役（６～７巻）では、モニカと二人で物語の中心的な役割を担う。
イラヴァの戦いで、妹のエリシュカともどもヴィルヘルムの手にかかり戦死した。
モニカ
天使隊第一期メンバー。タヌキ顔でやや丸形の体形の少女。フランチシュカと仲が良い。
クトナー・ホラ戦役では、フランチシュカと二人で過酷な性的虐待にも屈さずに仲間を鼓舞し続けるが、ケメンツェから苛烈な仕打ちを受け続けて命を落とした。
マルシュカ
天使隊第一期メンバー。褐色のやや癖のある髪を後ろで縛っている少女。
クトナー・ホラ戦役でクマン人傭兵部隊の捕虜となるが、彼女を手に入れたクマン兵が本気で求婚するまでに彼女に惚れ込んだため一方的な凌辱は免れた。彼女自身も兵士のアプローチに頬を赤らめた。クトナー・ホラ戦役後、その兵士の忘れ形見となる息子のヤンを出産する。
結婚して一度は天使隊を引退し、農民生活に戻っていたがヴルタヴァ川の氾濫で生活が成り立たなくなり兵士として再度ターボル軍に参加。リパニの戦いで敵兵の放ったクロスボウの矢を矢を受け、ヘレナに看取られて息を引き取った。
ヤロスラヴァ
天使隊第一期メンバー。やや癖のある黒の長髪の少女。
屈託のない性格で、彼女自身が話の中心になることはほとんどないが、よく他のメンバーと絡んで登場する。
リパニの戦いで、敵騎士の一人と相討ちに持ち込み、戦死した。
ミリアム
天使隊第一期メンバー。大柄で恰幅の良い少女。
初登場時は肥満体と言ってよい体格だったが、フス派の食糧事情の悪化に合わせて細くなって行き、最終巻では見ようによってはやや太目程度にまで痩せている。
物語後半では、トマーシュと行動を共にすることが多くなっていった。
リパニの戦いを生き延び、戦後はトマーシュと共に戦災孤児たちの世話をしている模様。外伝2ではトマーシュと結婚して2人の娘を授かっており、一家でヘルマン・チェイカの傭兵団に参加していた。しかし、1448年のコソボの戦いで夫と長女と共に戦死した模様。
ヘレナ
天使隊第一期メンバー。頭環をつけた三つ編みの少女。
クトナー・ホラ戦役での苛烈な体験から体調を崩して長らく寝込んでいたが、リパニの戦いを前にターボル軍に復帰した。
本人曰く多少の霊感があり、一事は占いで生計を立てていた。そのためか目を閉じた状態で描写されることが多い。
リパニの戦いを生き延び、戦後はマルシュカの遺児ヤンを引き取って、戦死者を弔う生活を送る。
アレクサンドラ
天使隊第二期メンバー。リヒテンブルクのヒネク＝クルシナの妹。
史実で実在したヒネク＝クルシナの弟、アレクサンドルを女性名にした創作キャラクター。
大貴族の令嬢だが非常に謙虚で腰が低く、同年代の少女達と身分の差を気にせずに交流できる天使隊の一員であることを喜びに思っている。
貴族として騎乗戦闘の訓練も受けているらしく、戦闘時には他の少女達と異なりヴラスタ麾下の騎兵部隊の一員として戦うことが多い。そのためもあってか、ヴラスタを『お姉様』と呼んで慕っている。
ボヘミア摂政となったジグムント・コリブートと婚約するが、それが原因でヴィルヘルムに殺害された。
ドロテア
天使隊第二期メンバー。
ドイツ商人の娘のため強いドイツ訛りがあり、作中では関西弁で話す。
リパニの戦いを生き延び、戦後はヴァーシャと共に鍛冶工房を開いたと思われる。外伝2ではヴァーシャと結婚しており、一男一女を授かり、一家でチャペクの傭兵団に参加している。
ズデンカ
天使隊第二期メンバー。前髪を眉にかかるあたりで切り揃えたいわゆるパッツン髪でストレートロングの少女
何故か１５世紀において現代的な意味での中二病を患っており、『左手に封印された闇の力』等、カトリックの聖職者に聞かれたら魔女裁判覿面の危険発言を連発する。
結婚後は黒歴史を封印していたが、リパニの戦い前に夫には最初からすべてばれていたことが判明した。
リパニの戦いでは片足を喪う重傷を負うものの辛くも戦死は免れ、戦後、ヴァーシャとドロテアに義足をあつらえてもらった模様。

### ボヘミア貴族
ヴァルテンベルクのチェニェク
ボヘミア貴族の筆頭であり、ボヘミア王に代わってあらゆる都市行政を司るボヘミア最上級城伯の地位を持つ。
フス派の穏健派であるウトラキスト（聖杯派）のトップとして、ボヘミアの防衛とフス派の信仰の保護、およびカトリック派との和平による戦争終結を何とか両立させようと苦闘するが、結果としてどっちつかずの苦しい立場に追い込まれ、フス派の分裂を招いてしまう。
マレショフの戦いでジシュカ率いる急進派の軍に決定的に討ち破られてフス派内での影響力を失い、その後失意のうちに息をひきとった。
ロジュンベルクのオルトジフ
南ボヘミアに拠点を持つ大貴族ロジュンベルク（『薔薇の城』の意）家の少年当主。戦争開始当初はチェニェクらと共にフス派支持を表明するが、その後カトリック派に転じる。
未成年での家督相続当時に後見人として彼を支えたチェニェクを実の兄のように慕っているが、ジシュカに対しては強い反感を隠さない。
シュヴァンベルクのボフスラフ
ヴァルテンベルク家、ロジュンベルク家と並ぶ大貴族、シュヴァンベルク（『白鳥城』の意）家当主。オルトジフとともにフス派支持からカトリック派に転じるが、ヴィシェフラドの戦いでフス派の捕虜となり、助命と引き換えに再度フス派に転じる。
再転向にあたり貴族や大商人主体の穏健派ではなく、最急進派のターボル派に身を置き、彼らの武力を利用してボヘミアの覇権を狙おうとしていたが、徐々に本気でフス派の理想と信仰に傾倒していった。
ジシュカの死後、レッツの戦いにおいて突撃の先頭に立ち見事に城壁を突破するが、そこで致命傷を負いレッツ陥落の直後に死亡した。
リヒテンブルクのヒネク＝クルシナ
ボヘミアの有力貴族、リヒテンブルク家の青年当主で熱心なフス派信徒。当初は農民主体のターボル軍に対して隔意があったが、後にはその実力やジシュカの軍略を認め、自らが支援者となってフラデツ近辺のオレープ山にターボルと同様のフス派共同体を設立するまでになる。
その後次第に急進性を強めていくターボル派、オレープ派のあり方に危機感を抱き、袂を分かってウトラキスト（聖杯派）に転じるが、マレショフでの敗戦の後ジシュカの下に復帰した。
ミレチーネクのジヴィシュ＝ボチェク
聖杯派貴族。ボヘミア平和同盟の一員としてヒネク＝クルシナと共に急進派との交渉にあたるが、その一方で切り崩し工作によりチャペクを離反させた。
元々はオレープ派の一員の小貴族で、アンブローシュと共にフラデツ・クラーロヴェーを攻略してフス派支配下に置くなどチャペクにも『猛将』と評されるほどの武闘派であったが、カトリック派貴族や教会から接収した財産により大貴族の一員に成り上がった後聖杯派に転じた。

### 神聖ローマ帝国
ジギスムント
時の神聖ローマ皇帝。異端者（フス派）を征伐するため、十字軍を度々ボヘミアに派遣する。フス派の壊滅は見届けたものの、程なくして病死した。
バルバラ
ジギスムントの後妻。類まれな美貌と数か国語を操る知性を持ち、影の宰相といわれ、ドラゴン騎士団の創設にも関わった女傑。反面好色な一面を持ち、美形の男を集めて「逆ハーレム」を作ってしまうほど。
アンナ
バルバラ付きの侍女。いつも女主人の奔放な行動に振り回され続けており気苦労が絶えない。
ヨハン・フニャディ
後のハンガリー摂政フニャディ・ヤーノシュの若き日の姿。トランシルヴァニアのフニャド（フネドアラ）城出身の貴族。シャールカより1歳年長の聡明な少年で、シャールカが唯一本気で愛し合った男であり、後に彼女の事実上の夫となる。西暦1407年生まれの初登場時13歳。10巻で23歳。最終の12巻で西暦1438年時点で31歳。その才覚をジギスムントに見出されて彼の小姓となり、軍使役や連絡将校などを務める。本来はフス派とは敵対する立場の人間ではあるが、シャールカと幾度か遭遇し好意を抱く。シャールカが神聖ローマ帝国に捕らえられた際にはシャールカとの話し合いの際、老刑吏から「妊娠中の女性は処刑を回避される」という助言を受け、彼女もそれを望んだ事で、シャールカ助命の為のみならず愛し合う為彼女との子作りに挑み、互いの子を為したいという気持ちが通じて無事妊娠させる。恩赦後の西暦1423年、ヨハン16歳時に娘クラーラを授かり父親となった。クラーラの名前は「光」「明かり」を意味し「ドイツ語」でも「チェコ語」でも意味が通るとして、ヨハンが名付けた。出産時はまだ未婚につき婚外子の庶子ながら長女になる。以後はシャールカと事実上の夫婦生活を送っていたが、シャールカがフス軍に戻ったためクラーラを養育しながらシャールカを探すことになる。シャールカの出産後もクラーラを養育しながら夫婦として度々彼女を抱き、いずれは正式に妻に迎えようと考えていたが、シャールカが記憶を失い行方不明となっている間にハンガリー貴族の娘（史実での名はシラージ・エルジェーベト）と政略結婚させられてしまう。その後、フス派と教会側の和平の使者に付き添う形でシャールカの元を訪れて9年ぶりにシャールカと再会することが出来た。政略結婚の正妻よりも愛し、娘を産ませたシャールカへの愛情は健在で、再会後に会えなかった9年間を埋める様にシャールカと愛し合う。和平が叶ったら娘・クラーラと共に暮らしたいと望んでいたが、仲間を見捨てられないシャールカを連れ帰ることは出来なかったものの、ヴィルヘルムにシャールカ救出を秘かに依頼していたため、シャールカは左目を失いこそしたものの戦場を脱出し生還した。
フス戦争終結から4年後の1438年に領国に攻め込んできたオスマン帝国軍の襲撃部隊から娘・クラーラを助けに行く途上、娘を助けたシャールカと4年ぶり二度目の再会を果たした。ちなみに政略結婚した正妻との間にも1433年にクラーラにとっては10歳年下の異母弟になる長男ラースローを授かっている。(史実では更に5年後の1443年、正妻との間に次男マーチャーシュを授かる。)
クラーラ（フニャディ・クラーラ）
ヨハンとシャールカの間に生まれた娘。10歳年下の異母弟ラースローがいる。神聖ローマ帝国に捕らわれたシャールカが処刑を逃れる為、ヨハンの子を孕むべく彼との子作りに挑んだ際に授かり、恩赦が下りた後に西暦1423年父・ヨハン16歳、母・シャールカ15歳の時に誕生した。名前は父親であるヨハンが命名し「ドイツ語」でも「チェコ語」でも通る「光」「明かり」を意味する。生後しばらくはシャールカに育てられていたが、シャールカがフス軍に戻る際に別れ、以後は父親であるヨハンの下で養育されている。ヨハンは出産時は未婚につき庶子扱いだが第1子で長女になる。両親にとって彼女は互いの最愛の相手との間に授かった娘であり、特に幼くして肉親を失った母シャールカにとっては唯一の血族である。最終巻の12巻では西暦1438年時点で15歳になっており、本編最終話にてフス戦争終結から4年後に領国に攻め込んできたオスマン帝国軍の襲撃を父のヨハンに知らせようとして途中で兵士に捕まり、母親と同じように犯されそうになったところを傭兵団に加わっていたシャールカに助けられ15年ぶりに母親と再会した。成長してからはヨハンから貴族の血筋と聡明さ・勇気を受け継ぎ、シャールカの幼い頃の面影をよく映した美しい娘となった。父親のヨハンの事は「父上」と呼んでいる模様。赤ん坊の頃に生き別れていたので、最終回でのシャールカとの再会時には自身の母親と気付けなかった。生き別れてからもシャールカには度々その消息を心配する姿があり、本当に愛し合った男性との間の唯一の娘として深く愛されていた。
余談になるが、当時の「庶子」の扱いは様々なケースがあり、完全に嫡子と同等に扱われることもあれば、認知されず完全に縁を切られる場合もあった。クラーラの場合は誕生前からヨハンが認知し、フニャディ家が家臣をつけて領内に住まわせているようなので、のちに母親のシャールカ共々、家族の一員に迎え入れられたと推定される。
外伝Ⅱ「火を継ぐ者たち」では主人公で西暦1440年時点で17歳に成長している。母親のシャールカのことは母上と呼んでいる。
アルブレヒト・フォン・ハプスブルク
エリーザベトの婚約者の青年貴族でオーストリア公。５巻でエリーザベトと結婚するが、彼女の事をローマ王そして神聖ローマ皇帝位を得るための手段としか思っていない節があり、後に自分に対する扱いの酷さに憤激したエリーザベトが出奔する事態を引き起こした。
カトリック派の軍事指揮官の一人として度々フス派の軍と戦うが、作中ではお世辞にも有能とは言えず毎回大敗しては散々な目に遭いつつも悪運強く生き延びる。
当初はぎくしゃくした夫婦仲も結婚後10年を経てある程度は改善したらしくエリーザベトとの間に娘二人を授かるが、エリーザベトが三人目の子を身ごもった直後の1439年10月、オスマン帝国との戦争に出征中陣中で病死した。
エリーザベト
ジギスムントとバルバラの娘。オーストリア公アルブレヒト5世に嫁ぐも、初夜の仕打ちと、その後の扱いに腹を立て、妊娠を偽装してアルブレヒトの下から離れた。シャールカ処刑を恩赦するため、ヨハン・フニャディの提案で死産であったことにされている。
その地位にもかかわらず身分を鼻にかけない素直な性格で、出奔中にヨハンの庇護下にあったシャールカと知り合い、年齢の近さもあってすぐに打ち解け合う。シャールカがフス派に復帰してからも、友人としてその身を案じ続けていた。
ヘレーネ・コッターナ
エリーザベト付きの侍女で実在の人物。女主人が母親とは異なり概ね常識的な人物の為アンナのような苦労とは無縁であったはずが、外伝II１話にていきなり世界史上でも有数の無茶振りを引き受ける羽目になる。
ヴィルヘルム・フォン・シュヴァルツ
ザヴィシャ・チャルニをモデルにした創作人物。
ドイツ騎士団再建を目指す高潔な人物であり、敵対していたシャールカを戦火から救ったこともある。ジギスムントの隠し子であり、そうと知らずにバルバラと関係を持った際には、義理とは言え、義母と息子とが関係をもったことに悩む。一度はフス派に敗れ捕らわれるが、シャールカの嘆願により助命される。しかし、このシャールカによる助命が結果的に仇となり、その後に舐めた辛酸とバルバラへの忠誠から、丸腰の女性をも手にかける冷酷な人物へと変貌した。
フス派との戦いで右腕を失いながらも戦い続け、最終話ではヨハンからシャールカ救出の密命を受け、生存を確認したが、近くにいた少女兵に撃たれて致命傷を負ってしまう。だが、かつて助命嘆願をしてくれた恩に報いるため、最期の力を振り絞ってシャールカをサーラとイスクラの元に送り届けた後、それを見届けながら息を引き取る。
ハインリヒ・フォン・ストラニコツェ（フラデツのインドジフ）
ボヘミア南西部、ストラニコツェに所領を持つ聖ヨハネ騎士団のホスピタラー。怪力の巨漢。カトリック派としてフス戦争に参戦し、ボヘミア南西部のフス派を支持する村々を襲撃していた。
物語冒頭でシャールカの住む村を襲撃して男性全員を殺害、生き残った女性も凌辱してシャールカ以外を死に至らしめた。
その後、彼を追ってきたジシュカの傭兵部隊とスドムニェルシ村近郊で交戦。車陣戦術で守りを固めたジシュカを攻めあぐねて劣勢に陥るが、その怪力を生かして荷車を破壊し陣内に突入、更にヴラスタを追い詰めるもシャールカの放った一弾に利き腕を撃たれ、降伏に追い込まれる。捕虜となった後身代金の支払いを申し出るが赦されず、車引きの刑にかけられて死亡した。
史実のスドムニェルシの戦いで戦死した実在の貴族、フラデツのインドジフがモデルであるが、作中での役どころの故かドイツ名に改変されている（ハインリヒはインドジフのドイツ語形）。
なお、故人の名誉の為に追記しておくと、史実では作中と異なりインドジフの方がプルゼニから撤退したジシュカを追撃した結果としてスドムニェルシの戦いが生起しており、その途中で無関係の村を襲撃した事実は無い（もっともこの追撃自体がジシュカとの休戦協定違反なのだが）。
ボスコヴィツェのヤン・フシェムベラ
カトリック派のモラヴィア貴族で、ヴィシェフラド城の守将。やや粗野な所もあるが、部下の信頼も厚い高潔な武人。フス派軍の攻囲に対してヴィシェフラド城を守り抜くが、長期にわたる包囲で兵糧が尽きた上救援にやってきた解囲軍もジシュカに敗れ去ったため、ロハーチとシャールカの説得を受け入れついに降伏した。
部下ともども安全を保障されて城を退去した後はモラヴィアの自領に帰還していたが、フス派軍がモラヴィアに侵攻してきたため、再び干戈を交えることになる。

### ポーランド・リトアニア連合
ジクムント・コリブート
ポーランド国王ヴワディスワフ2世の甥でリトアニア大公の一門に属する青年貴族。ジギスムントのボヘミア王位を拒否したボヘミア貴族達がヴワディスワフ2世へのボヘミア王位提供を打診した際、ヴワディスワフ2世が自身に代わり推薦したリトアニア大公ヴィータウタスの代理としてボヘミアに派遣された。
作中ではいささか軽挙妄動的な人物として描かれているが、それでもボヘミア摂政として一度はフス派内の軍事衝突を未然に防ぐことに成功するなど、軍事的にも政治的にもそれなり以上の指導力はある模様。
婚約者のアレクサンドラをヴィルヘルムに殺害された上、ジギスムントの政治工作により一度は帰国を強制されるが、マレショフの戦い後ヴワディスワフ2世とヴィータウタスの承認を得ずに再度プラハに入城し、フス派各派の支持の下ボヘミア王位を宣言した。

### フランス王国、百年戦争関係者
ジャンヌ・ダルク
レオン
パリ大学神学部の学生でコーションの教え子。遍歴学生（ゴリアール）として踊る白猫座と行動を共にしている。プレイボーイで踊る白猫座の女性ほぼ全員と肉体関係を持っていたが、マリー（シャールカ）とエリーザにだけは手を出さなかった。
出世欲が強く、フス派問題を解決すれば聖職者としての栄達も思いのまま考えてフス派との接触を図る。とはいえその行動と情勢判断は的確で、本質的には理知的で誠実な性格であることがうかがい知れる。
プロコプの信頼を得てバーゼル公会議におけるカトリック派とフス派の仲介役として活動。フス派急進派が講和を拒絶した後は聖杯派とカトリック派によるボヘミア平和同盟の結成に尽力した。
ヘンリー・ボーフォート
イングランド王国の枢機卿。フランスとイングランドの間で行われている百年戦争を終結させようとしている。ジャンヌ・ダルクを処刑から救おうともするが、これはジャンヌを処刑することで、ジャンヌの信奉者たちがフス派のように徹底抗戦するようになることを畏れてのことである。
本作では、密かに幼児プレイの性癖持ちと設定されている。
踊る白猫座
記憶を失ったシャールカが拾われ、「マリー」として7年以上を過ごすことになる旅芸人の一座。踊りなどを披露するだけでなく、夜間の性的サービスも販売している。

### 外伝Ⅰ『赤い瞳のヴィクトルカ』関係者
ヴィクトルカ
アントン
シュテルンベルクのペトル・コノピシュツキー
カトリック派のボヘミア貴族。第一次プラハ窓外投擲事件に際して騎士数十騎を含む300人の部隊を率い暴徒化したフス派の民衆を制圧しようとするが、ヴィクトルカの行動により勢いづいた民衆によりなすすべもなく撃退され面目が失墜、以後彼女を深く恨むようになる。
ジヴォホシュチの戦いで捕えたヴィクトルカをクトナー・ホラに連行して異端審問にかけるが、最後まで屈しなかった彼女に逆に心を折られてしまい、以後ヴィクトルカの幻影に付きまとわれる事となる。
ヴィトコフの戦いにおいて、シャールカの放った一弾の直撃を顔面に受け戦死した。
ヴァーツラフ4世
ボヘミア王。大酒飲みで短気な性格。とにかく酒に絡む失態が多く、神聖ローマ皇帝・ドイツ王としての評価は散々な人物であり、物語開始時点で既に皇帝位を喪っている。
ボヘミア王としては、大貴族牽制の為身分が低くとも有能な人物を積極的に登用したり（ヤン・ジシュカも王宮付き軍事顧問に登用されている）、フス派を庇護したりしたため必ずしも評判は悪くは無かったが、教皇庁の圧力に屈してフス派の抑圧に転じた事がプラハのフス派市民の激昂を招き、プラハ窓外投擲事件を引き起こした。
窓外投擲事件およびその後の暴動制圧失敗の報を聞いて激昂した所で、日ごろの大酒が祟って卒中の発作を起こし昏倒、そのまま回復することなく死亡した。

## 用語
笛
「ピーシュチャラ」とルビが振られている。ピーシュチャラはチェコ語で「笛」を意味する単語。
杖状の筒であり、火縄を使って着火、弾を発射する原始的な銃。マスケット銃や拳銃の原型にあたる。
ヤン・ジシュカはピーシュチャラを装備させることで、非力な女、子供が鎧に身を包んだ騎士と渡り合える戦術を編み出した。
装甲馬車
「ワゴンブルク」とルビが振られている。直訳すると荷車城塞。農業用荷車の側面に厚い板製の盾状のものを据え、銃眼を設けることで、敵の攻撃を防ぎつつ、ピーシュチャラで攻撃が行える。装甲馬車を円形や半円形に数台並べて防御陣を構築する。（戦闘時には馬は外す）。
初期は荷車の下をかいくぐるといった攻略方法もあったが、後に底面にも板を設置するなど改善されている。ヴィルヘルムは自身と乗馬の能力をもって、上方を飛び越えて内部を攻撃する形で一度は装甲馬車戦術を破った。この他にも装甲馬車と装甲馬車の間が弱くなるといった問題もあったが、後に並べ方を工夫して改善されている。
天使隊
プロコフが組織した少年少女による聖歌隊。フス派の進軍歌にして讃美歌であるコラール『汝ら神の戦士』を歌い、フス派の人々の士気を高める。時にはピーシュチャラを手に戦うこともある。
アダム派
フス派の一派。黒死病を患い、治癒した少数の人を中心に広まった。聖書原理主義であり、本作においては戦うときも含めて男女を問わず全裸で生活し、麻薬を用いて乱交同然の「ミサ」を行うよう描写されている。フス派の中からも邪教認定され殲滅させられる。

## 書誌情報
- 大西巷一 『乙女戦争 ディーヴチー・ヴァールカ』 双葉社〈アクションコミックス〉、全12巻
  1. 2014年1月10日発売[15]、ISBN 978-4-575-84332-3
  2. 2014年5月10日発売[16]、ISBN 978-4-575-84404-7
  3. 2014年11月22日発売[17]、ISBN 978-4-575-84532-7
  4. 2015年5月9日発売[18]、ISBN 978-4-575-84618-8
  5. 2015年11月12日発売[19]、ISBN 978-4-575-84710-9
  6. 2016年5月12日発売[20]、ISBN 978-4-575-84797-0
  7. 2016年11月11日発売[21]、ISBN 978-4-575-84882-3
  8. 2017年5月12日発売[22]、ISBN 978-4-575-84973-8
  9. 2017年11月10日発売[23]、ISBN 978-4-575-85057-4
  10. 2018年7月12日発売[24]、ISBN 978-4-575-85182-3
  11. 2018年12月12日発売[25]、ISBN 978-4-575-85252-3
  12. 2019年6月12日発売[26]、ISBN 978-4-575-85320-9
- 大西巷一 『乙女戦争外伝I 赤い瞳のヴィクトルカ』 双葉社〈アクションコミックス〉、全1巻
  1. 2020年5月12日発売[27][28]、ISBN 978-4-575-85447-3
- 大西巷一 『乙女戦争外伝 II 火を継ぐ者たち』 双葉社〈アクションコミックス〉、全2巻
  1. 上巻 2021年1月12日発売[29]、ISBN 978-4-575-85534-0
  2. 下巻 2021年7月12日発売[30]、ISBN 978-4-575-85603-3